# 西勝原第二発電所
西勝原第二発電所（にしかどはらだいにはつでんしょ）は、福井県大野市西勝原にある北陸電力株式会社の水力発電所である。九頭竜川本川にある発電所の一つで、最大出力7,200キロワットにて運転されている。運転開始は1919年（大正8年）。

## 設備構成
西勝原第二発電所は導水路により落差を得て発電する水路式発電所である。最大使用水量26.41立方メートル毎秒・有効落差37.24メートルにより最大7,200キロワットを発電する。
取水堰は1か所あり、その高さ（堤高）は5.5メートル、長さ（頂長）は47.55メートルである。堰には左岸に排砂門、右岸に魚道がそれぞれ取り付けられている。取水口は左岸に設置。取水口と発電所を結ぶ導水路は総延長2,461.9メートルで、全区間トンネルで構成されており、沈砂池の設備もある。
発電所上部水槽から水を落とす水圧鉄管は3条の設置で、その長さは61メートル。水車発電機も3組あり、水車は横軸二輪単流前口フランシス水車を、発電機は容量2,820キロボルトアンペアのものを備える。周波数は60ヘルツを採用。元は水車が電業社製、発電機が芝浦製作所製であったが、2004年末時点では水車・発電機ともに日本工営製となっている。発電所建屋は鉄筋コンクリート構造でありその面積は531.5平方メートルである。

## 歴史

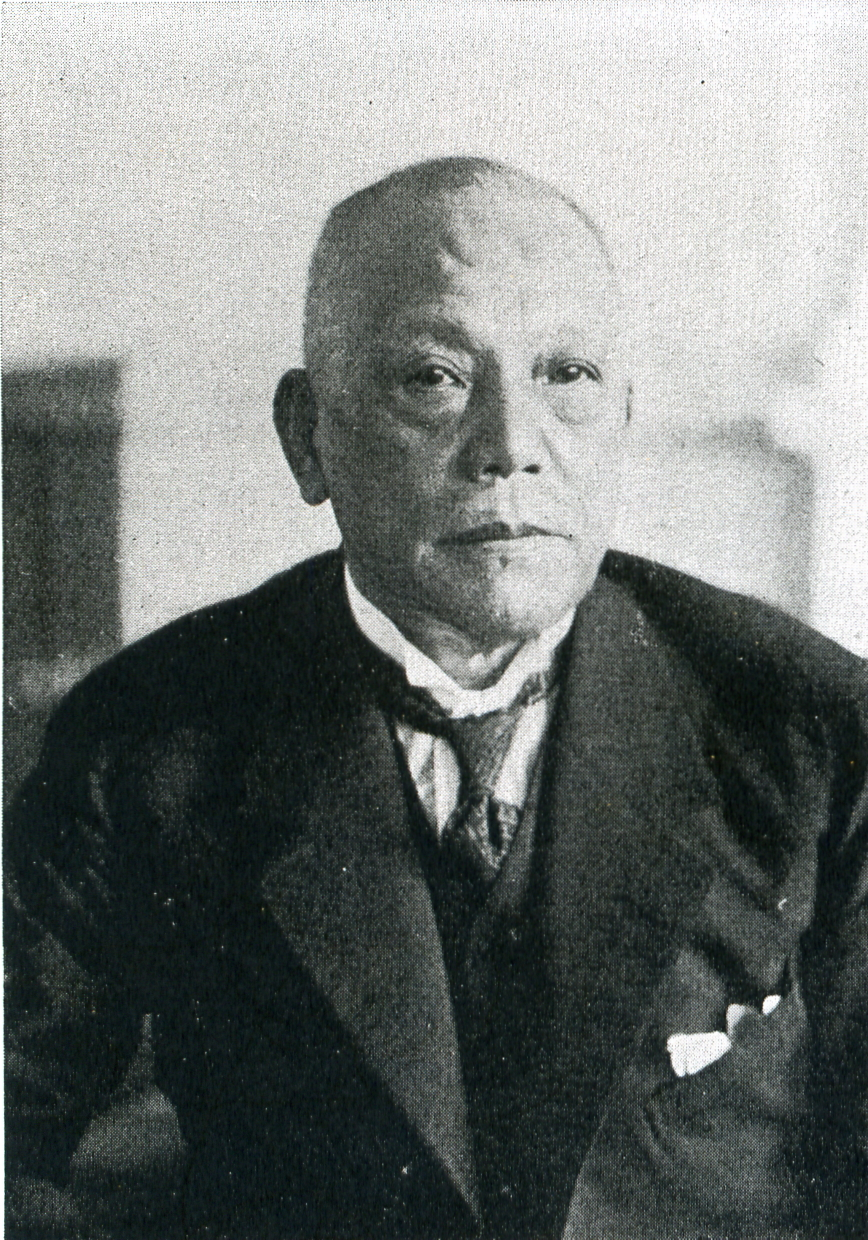
福井県出身の実業家山本条太郎

西勝原第二発電所（当初は「西勝原発電所」と称す）の歴史は、1916年（大正5年）7月に山本条太郎らが水利権を出願したことに始まる。第一次世界大戦により輸入が途絶して価格が暴騰していた硫酸アンモニウム（硫安）を製造するにあたり、その電源とするための発電計画であった。同年11月に許可が下り、1917年（大正6年）8月の会社設立（北陸電化株式会社）を経て、同年11月25日に発電所起工式が挙行された。
起工後、工事は順調に進んだが、1918年（大正7年）になると8月に水路トンネルの崩落事故、10月には感冒の流行があり、一時期工事は停滞した。だが翌1919年（大正8年）6月には水路関係のすべての工事が終了、発電所関係でも3台の発電機のうち1台分を除き6月17日に竣工した。そして25日に逓信省から仮使用認可が下りた（本使用認可は8月23日付）。続いて残工事も完了し、この分についての仮使用認可も11月7日に下りている（本使用認可は12月2日付）。こうして完成した西勝原発電所の出力は原設計では4,200キロワットであったが、実測の結果使用水量を650立方尺毎秒（18.1立方メートル毎秒）から950立方尺毎秒（26.4立方メートル毎秒）に引き上げることが可能と判明。そこで1920年4月に使用水量増加許可を得て、出力も7,200キロワットへと増強した。
送電線は武生の自社硫安工場（現・信越化学工業武生工場）との間に建設された。従って西勝原発電所の発生電力は主として硫安工場に送電されたが、越前電気や京都電灯福井支社といった周辺事業者にも供給された。
竣工後の1920年（大正9年）1月、発電所を運転する北陸電化は同系の日本水力に合併された。さらに1921年（大正10年）2月に日本水力・木曽電気興業・大阪送電の合併で大同電力が成立した。この結果、西勝原発電所は大同電力の発電所となった。
1939年（昭和14年）4月1日、電力国家管理の担い手として国策電力会社日本発送電が設立された。同社設立に関係して、大同電力は「電力管理に伴う社債処理に関する法律」第4条・第5条の適用による日本発送電への社債元利支払い義務継承ならびに社債担保電力設備（工場財団所属電力設備）の強制買収を前年12月に政府より通知される。買収対象には西勝原発電所を含む14か所の水力発電所が含まれており、これらは日本発送電設立の同日に同社へと継承された。
次いで太平洋戦争後、1951年（昭和26年）5月1日実施の電気事業再編成では、出力7,200キロワットのまま北陸電力へ引き継がれ、北陸電力西勝原第二発電所となった。